# 让·卡拉斯
让·卡拉斯（英語：Jean Calas，1698年？月？日—1762年3月10日），新教徒，是法国圖盧茲的商人，1762年因为卡拉斯事件被处死，1765年在伏尔泰的伸张下，沉冤昭雪恢复名誉。